# Fresia Soto
Fresia Irene Soto Valdivia (Santiago, 27 de junio de 1946) es una cantante, actriz y bailarina chilena. Perteneciente a la Nueva Ola chilena, ganó el certamen internacional del Festival de la Canción de Viña del Mar en 1967.

## Biografía
Fue una de las pioneras del movimiento, después de Peter Rock, Nadia Milton y Danny Chilean.
Sus inicios en el mundo artístico fueron cantando en radio, repertorio de temas en inglés en el famoso programa radial "Calducho" de Radio Portales a principios de los sesenta; fue tanta su popularidad que fue catalogada "La Brenda Lee Chilena" por su perfecto parecido vocal a la cantante norteamericana. Sería la primera en dejar su verdadero nombre como artístico.
Su primera etapa en el mundo del disco serían en el sello RCA Victor interpretando temas en su mayoría de origen norteamericano, destaca "Para mi eres divino", una famosa canción de los 30's que tendría innumerables versiones desde Jerry Blaine, Guy Lombardo, The Andrews Sisters; "Nunca es demasiado tarde", tema que no tendría repercusión en EE. UU., y "Sigue Sonriendo" tema de Doris Day entre otros.
Después emigra a Demon, sello del desaparecido productor chileno Camilo Fernández quién tenía un gran olfato comercial, y además fue un gran descubridor de muchos artistas de esos años Sergio Inostroza, The Ramblers, Luz Eliana, Los 4 Cuartos, Los Harmonic's, Víctor Jara, Bambi etc.

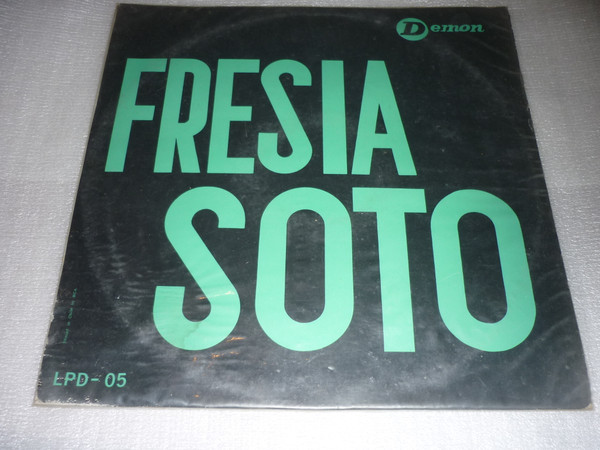
Portada del álbum Fresia Soto, lanzado por Demon (Arena).

En Demon cosechó sus más recordados éxitos tanto en popularidad como en ventas, "Corazón de melón", "Si tuviera un martillo", "La bamba", "Desencadena mi corazón", otros singles de esta época serían "Corazón", "Mi mundo se derrumba", "Cielito Lindo", "Hola Dolly", "Porqué" solo por nombrar algunos ejemplos. También cantaría en shows en vivo en la incipiente televisión de la época. Incluso llegaría al mundo de la actuación al teatro (TEUC) a actuar a mediados de los sesenta en la popular obra de Isidora Aguirre y Francisco Flores del Campo "La pérgola de las flores" junto a recordados y extraordinarios actores chilenos Violeta Vidaurre, Mario Montilles, Yoya Martínez y Elena Moreno entre otros.
Emigra al sello Phillips, sumando otros aciertos musicales "Hay tantos chicos", "Oh Cherie", "Estas botas son para caminar".
Debido a su popularidad compite en 1967 en el VIII Festival de la canción de Viña del Mar ganando el primer lugar, "Cuando rompa el alba" y como "Mejor Intérprete" de dicho certamen. Actúa en dos películas, "Chao Amore Chao" de Diego Santillán junto a Juan Ramón, Erica Wallner, Norman Briski y "Ayúdeme usted compadre" del reconocido director Germán Becker Ureta, con un numeroso elenco de artistas entre ellos Los Perlas, Don Francisco, Los Huasos Quincheros, Myriam von Schrebler, Silvia Infantas, Pedro Messone, Doris y Rossie Guerrero entre otros.
La Nueva Ola ya a fines de los sesenta comienza su declive abrupto; entre los más exitosos del momento a nivel nacional son José Alfredo Fuentes, Patricio Renán, él Clan 91, Los Bric A Brac, Juan Carlos y Wildo.
Entre las voces femeninas Gloria Simonetti y Verónica Hurtado, pero los cambios mundiales, como la música, el rock y el soul, los hippies, incluso la política opacarían el alicaído movimiento ya desgastado años antes por el auge de la nueva ola folclórica denominada más adelante Neofloclore en 1965, con artistas como Los 4 cuartos, Rolando Alarcón, Las 4 Brujas, Pedro Messone o Patricio Manns entre muchos otros y el auge del nuevo Rock proveniente de la Invasión Británica.
Dos factores que mantuvieron a la nueva ola por más tiempo fue la creación de la revista Ritmo en septiembre del 65', por su gran apoyo a los artistas chilenos y el éxito de José Alfredo Fuentes el 66', pero muchos pioneros del movimiento entre ellos Luis Dimas, Cecilia, Buddy Richard, Gloria Benavides, Luz Eliana, Gloria Aguirre, Germán Casas y Fresia Soto lograron traspasar el tiempo manteniendo notoriedad y arrastre tanto en la prensa, revistas, televisión y radio.
Fresia Soto dejaría Phillips en 1967 y regresa a Demon (Arena), más tarde en los 70's grabaría en Asfona. De este tiempo se desprenden los últimos temas renombrados "El Orgulloso" junto al Clan 91 en coros, tema del destacado compositor Bob Crewe, "Tú tienes tus problemas" de Roger Cook, "Cuando vuelva a decir que te quiero", de Denny Randell y Sandy Linzer hit The Four Seasons que llegó al top 10 de las listas en EE.UU en 1966, Yokohama una bella balada japonesa, y Arrivederci Juan un tema Alemán todos versionados al español.
Luego Fresia Soto incursiona en otros ámbitos del espectáculo, como vedette de plumas en el reconocido Teatro Bim Bam Bum a principio de los 70's con una gran aceptación de público y crítica en los medios de espectáculo. Buscando otros horizontes se marcharía a EE. UU. en 1983 radicándose en Boston.
Tuvo un gran acierto en la reunión de la Vieja Ola en el 2001 en el XLII Festival de la canción de Viña junto a Luis Dimas, Peter Rock, Danny Chilean, Luz Eliana, Larry Wilson y Carlos González entre otros.
Luego de 32 años en Estados Unidos regreso a Chile y hoy vive en Santiago junto a su familia, sigue con giras, eventos y shows a nivel nacional con mucho éxito.

## Discografía
- 1963 Fresia Soto (LPD-05) Demon
- 2000 Mano a Mano